# Afganisztán vasúti közlekedése
Afganisztán vasúthálózatának hossza 225 km, 1520 mm nyomtávolságú. Négy vasútvonal van az ország északi és északnyugati részén. Az első a 2011-ben megnyitott Hairatan–Mazari Sharif-vasútvonal Mazár-e Sarif és Hairatan határváros között húzódik Balh tartományban, amely csatlakozik a Üzbegisztán vasúti hálózatához (2011-ben nyílt meg). A második az 1960-ban megnyitott a Herát tartományban található Torghundit köti össze Türkmenisztánnal. A harmadik vonal Türkmenisztán és Farab tartományában található Aqina között épült ki.
Az ország jelenleg nem rendelkezik működő személyszállító vasúti szolgáltatással, azonban nemrégiben befejeződött egy új vasúti összeköttetés Herat és az iráni Khaf között, amely áruszállításra és személyszállításra is alkalmas. Tervek szerint személyszállító szolgáltatás indulhat a Hairatan – Mazar-i-Sharif és a Mazar-i-Sharif – Aqina szakaszokon is.

## Története
Az első vonalat Amānullāh Khān építtette Kabul és Darulama között az 1920-as években. Három kis gőzmozdonyt vásároltak a német Henschel gyártól a 7 km-es vonalra. A vonal megszűntekor a mozdonyok múzeumba kerültek.

## Vasúti kapcsolata más országokkal
- Üzbegisztán - az Afgán-üzbég Barátság Hídján át a Hairatan–Mazari Sharif-vasútvonal részeként

## Képgaléria

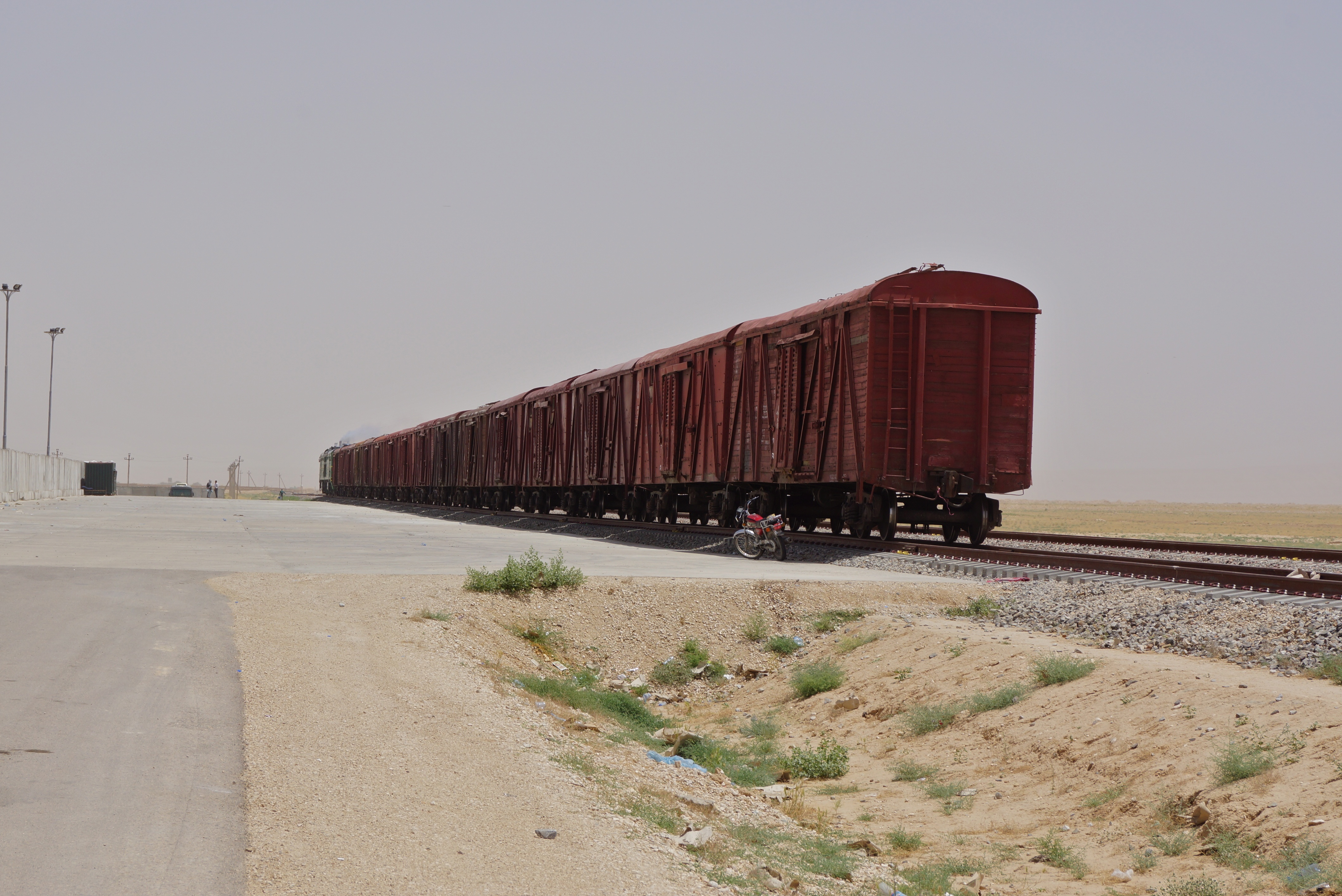
Tehervonat Afganisztánban
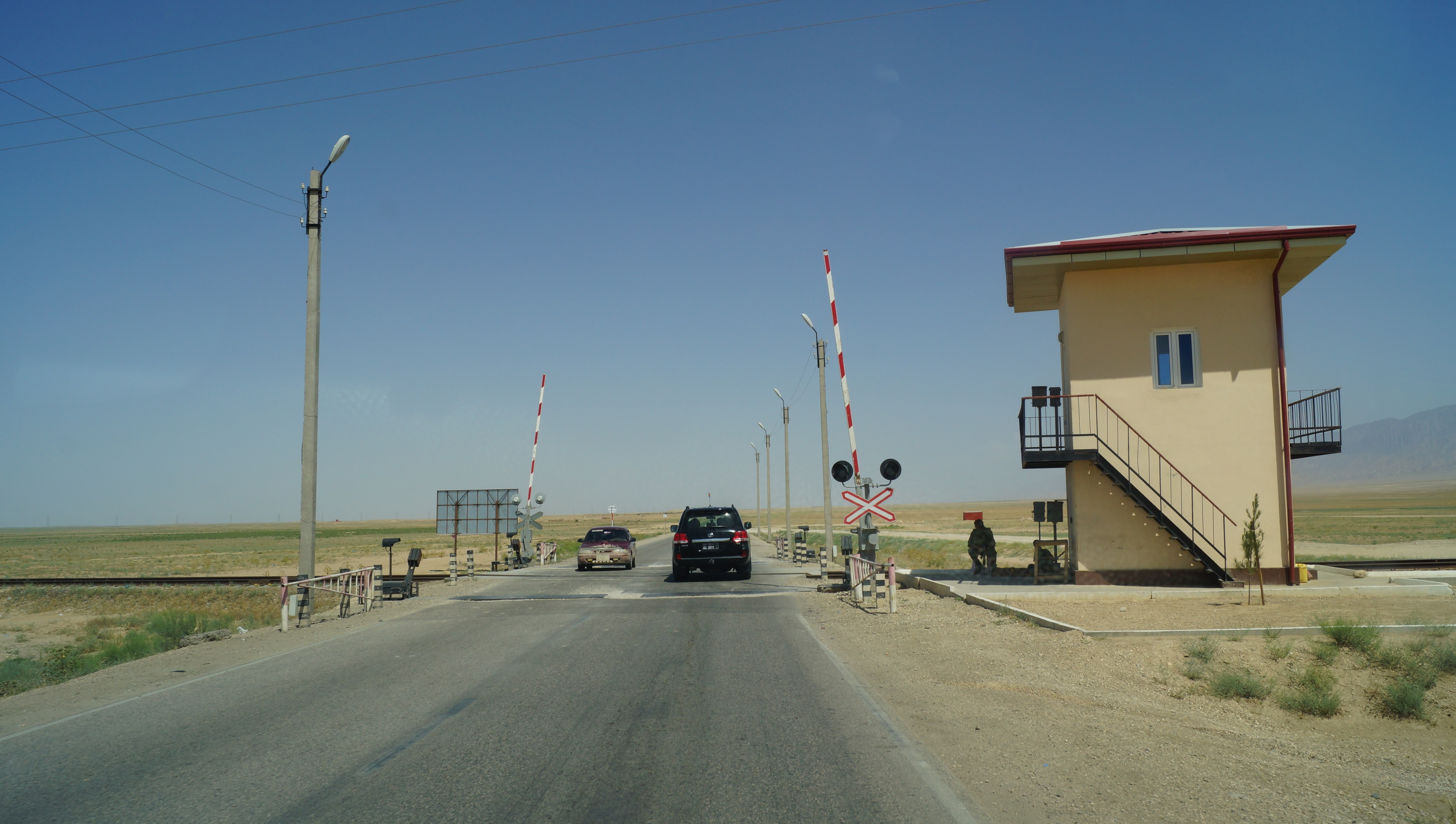
Útátjáró
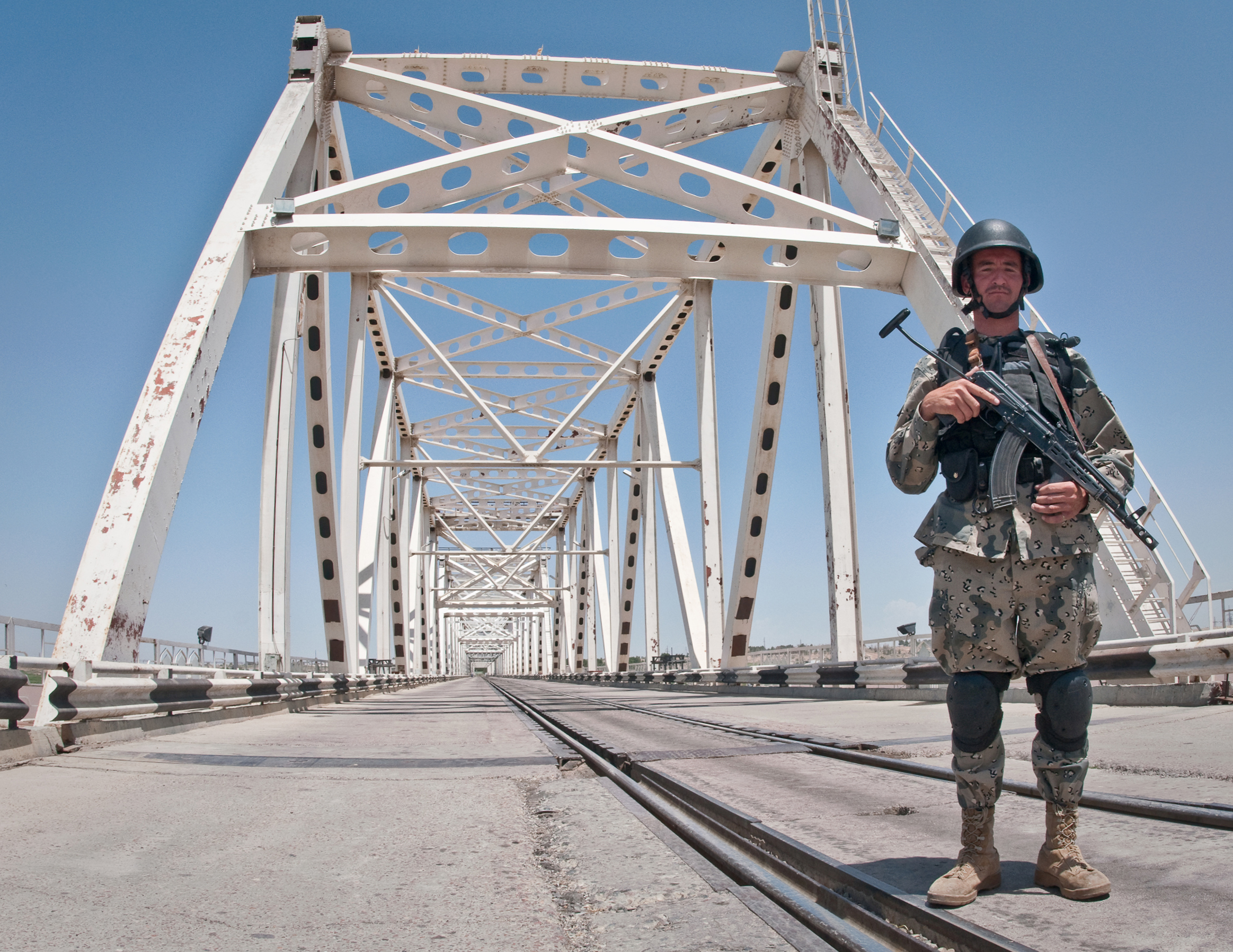
Afganisztán és Üzbegisztán Barátság Hídja